# EUnet
Das EUnet wurde 1982 gegründet und ging aus der European Unix Systems User Group (EUUG) hervor.

## EUnet in Deutschland
Der deutsche Teil von EUnet war eines der ersten deutschen Internet-Provider-Projekte, durchgeführt an der Universität Dortmund (jetzt TU Dortmund). Der EUnet-Betrieb startete 1983 auf dem Rechner unido in der Informatikrechner-Betriebsgruppe (IRB) an der Universität Dortmund. unido (VAX 11/750) wird deutsche Backbone Site. Als Übertragungsprotokoll wird das Store-and-Forward Protokoll UUCP eingesetzt und es werden die Dienste Mail und News angeboten.
Einige Jahre nach Ausgründung als GmbH ging EUnet über UUNET und MCI Worldcom in Verizon auf. 1999 übernahm die Muttergesellschaft der EUnet International, Qwest, im Gegenzug die Karlsruher Xlink endgültig zu 100 %.
Zum Jahresbeginn 1993 wurde das Projekt als EUnet Deutschland GmbH mit Beteiligung der German Unix User Group (GUUG) im Technologiezentrum Dortmund etabliert. 1999 wurde die EUnet Deutschland GmbH von UUNET Technologies übernommen und im gleichen Jahr zur UUNET Deutschland GmbH umfirmiert. 2001 erfolgte die Übernahme von UUNET durch den damaligen WorldCom-Konzern (später MCI Worldcom), wo UUNET die Basis zum Aufbau der IP-Sparte bildete. Der aus dem EUnet-Projekt hervorgegangene deutsche Zweig ist heute Bestandteil der deutschen Niederlassung des Telekommunikationsunternehmens Verizon mit Firmensitz in Dortmund.

## EUnet in Österreich
EUnet Österreich wurde am 13. Februar 1992 von der Unix User Group Austria (UUGA) und einigen Investoren als EUnet EDV Dienstleistungs GmbH gegründet. EUnet Österreich war der erste kommerzielle Internetprovider Österreichs. Im April 1992 wurde der erste Kunde angeschlossen. In den folgenden Jahren war EUnet Österreich der führende Internetprovider im Geschäftskundensegment. EUnet Österreich spielte im österreichischen Markt eine größere Rolle als EUnet Deutschland im deutschen Markt, was man daran erkennen kann, dass der Umsatz – auf die Einwohnerzahl umgerechnet – bei EUnet Österreich ca. 5-mal so hoch war. 1994 beteiligte sich EUnet Österreich mit 40 % Anteil an der ping.at, dem ersten Internetprovider für den Massenmarkt in Österreich. 1996 übernahm EUnet in einem Anteilstausch 100 % von ping.at, das am 26. September 1997 in die EUnet Österreich integriert wurde.

## EUnet in der Schweiz
Die EUnet AG wurde am 8. September 1994 gegründet, nachdem EUnet-Dienste drei Jahre lang als "profit-center" in der CHUUG (Swiss Unix Users Group) betrieben worden waren. Die Ausgliederung wurde durch die Aufhebung des Fernmeldemonopols für Datendienste in der Schweiz möglich. Vorher wurde das Angebot der CHUUG zwar geduldet, konnte aber nicht kommerziell entwickelt werden.
Die EUnet AG war der erste kommerzielle Anbieter von Internetzugängen in der Schweiz. Das EUnet-Angebot der CHUUG war 1991 eine der ersten Möglichkeiten, in Europa einen Internetzugang ausserhalb vom akademischen Umfeld zu bekommen.

## EUnet International
1996 wurde EUnet Austria, EUnet Belgium, EUnet Czech Republic, EUnet Finland, EUnet France, EUnet Norway und EUnet Switzerland in den neu gegründeten EUnet International Konzern (EUnet International BV, Amsterdam als operative Firma) eingebracht.
EUnet International erwarb oder gründete in der Folge EUnet Portugal, Rumänien, Schweden, Luxemburg.
EUnet International wurde am 26. März 1998 von Qwest übernommen und am 13. April 1999 in die Firma KPNQwest eingebracht, wobei der Name EUnet aufgegeben wurde. Zu KPNQwest gehörte in Deutschland die Xlink Internet Service GmbH.
In Österreich wurde Ende 2004 die Marke EUnet wiederbelebt, und es wurden verschiedene Anbieter wie Tiscali Österreich und ATnet vom Eigentümer The Jordan Company zusammengefasst. 2006 wurde das Unternehmen von eTel übernommen, und die Marke EUnet verschwand erneut vom Markt. Im Dezember 2006 vereinbarte die Telekom Austria den Erwerb der eTel zum Kaufpreis von rd. 90 Mio. EUR, dem die Wettbewerbsbehörden im April 2007 zustimmten.

## Einzelbelege
1. ↑  TU Dortmund - IRB. Abgerufen am 2. August 2025.
2. ↑  EUnet Announces Major Restructuring. 4. November 1996, archiviert vom Original am 4. November 1996; abgerufen am 6. November 2019.  Info: Der Archivlink wurde automatisch eingesetzt und noch nicht geprüft. Bitte prüfe Original- und Archivlink gemäß Anleitung und entferne dann diesen Hinweis.
3. ↑  Daniel AJ Sokolo: eTel Austria übernimmt EUnet-Firmengruppe. In: heise.de. 15. März 2006, abgerufen am 3. Februar 2024.
4. ↑  Daniel AJ Sokolo: Telekom Austria darf Konkurrenten eTel übernehmen. In: heise.de. 13. April 2007, abgerufen am 3. Februar 2024.